# Geisingen
Geisingen è una città tedesca di 6 441 abitanti, situata nel land del Baden-Württemberg.